# Chimarra biramosa
Chimarra biramosa is een schietmot uit de familie Philopotamidae. De soort komt voor in het Australaziatisch gebied.